# بيوتر ستروف
بيوتر بيرنغاردوفيتش ستروف (26 يناير 1870، بيرم - 22 فبراير 1944، باريس) (بالروسية: Пётр Бернга́рдович Стру́ве) هو اقتصادي وسياسي وفيلسوف روسي. بدأ ماركسيا، وأصبح فيما بعد ليبراليا، وبعد الثورة البلشفية انضم إلى الحركة البيضاء.
منذ عام 1920، عاش في المنفى في باريس، حيث كان منتقدًا للشيوعية الروسية.
بيوتر هو حفيد عالم الفلك فريدريك جورج ويهيلم فون ستروف، دخل قسم العلوم الطبيعية في جامعة سانت بطرسبرغ في عام 1889 ونُقل إلى كلية الحقوق في عام 1890ن حيث أصبح هناك مهتمًا بالماركسية، حضر الاجتماعات الماركسية واجتماعات حركة النارودنكس (الشعوبية) (حيث التقى بخصمه المستقبلي فلاديمير لينين).

## روابط خارجية
- بيوتر ستروف على موقع الموسوعة البريطانية (الإنجليزية)
- أعمال أو نبذة عن بيوتر ستروف على أرشيف الإنترنت
- Register of the Petr Berngardovich Struve Papers, 1890-1982 at the Hoover Institution Archives.
- Register of the Gleb Struve Papers, 1810-1985 at the Hoover Institution Archives.